# Stardate 1990
Stardate 1990 ist ein bis dahin unveröffentlichtes Lied, das die US-amerikanische Band Dan Reed Network im Juni 1990 in Europa als Single herausbrachte. In den USA erschien es nicht. Der Titel ist auf keinem Studioalbum der Gruppe enthalten. Die Veröffentlichung erfolgte aus Anlass der Urban Jungle-Tour der Rolling Stones, während der Dan Reed Network als Vorgruppe auftrat.

## Hintergrund
Der Plattenfirma von Dan Reed Network, Mercury Records, und der Band war es seit Veröffentlichung des Albums Slam nur mit zwei Liedern gelungen, zumindest die britischen Charts zu erreichen. In den beiden anderen wichtigen Musikmärkten USA und Deutschland war dies nicht geschehen. Vom 18. Mai bis zum 25. August 1990 trat die Band Rolling Stones im Rahmen ihrer Urban Jungle-Tournee in ganz Europa auf. Die schottische Band Gun und Dan Reed Network nahmen als Vorgruppen an dieser Tournee teil, die 45 Auftritte umfasste. Aus diesem Anlass wurde der bis dahin nicht veröffentlichte Titel Stardate 1990, den Nile Rodgers produziert hatte, als Single veröffentlicht.
Stardate 1990 wurde in mehreren Varianten herausgebracht: Das Lied erschien als CD-Single mit vier Titeln und in den Schallplattenformaten Sieben-Zoll-Single mit zwei Liedern sowie (farbige) Maxisingle mit Klappcover. Als B-Seite fungierte das Lied Rainbow Child, das bereits im März 1990 als Single veröffentlicht worden war und Platz 60 der britischen Charts erreicht hatte.
Neben der Veröffentlichung als Single erschien das Lied nur auf den Kompilationsalben Mixin’ It Up (1993) und The Collection (2002).

## Rezeption
Stardate 1990 erreichte Platz 39 der britischen Charts, verdankte diesen Umstand aber der Tatsache, dass sich die Radiosender im Vereinigten Königreich der B-Seite, Rainbow Child zuwandten.